# Murtas Churzilawa
Murtas Kalistratowitsch Churzilawa (georgisch მურთაზ ხურცილავა, russisch: Муртаз Калистратович Хурцилава; * 5. Januar 1943 in Bandsa, Raion Gegetschkori, Mingrelien, Georgische SSR, UdSSR) ist ein ehemaliger Fußballspieler und -trainer.
Der Georgier spielte für Dinamo Tiflis sowie im Nationalteam der UdSSR, wo er 1972 Vizeeuropameister und Bronzemedaillengewinner bei den Olympischen Spielen wurde und 1966 Vierter bei der Fußball-Weltmeisterschaft. 1972 wurde er ins All-Star-Team der EM 1972 gewählt. Als einer von nur zwei Georgiern war er Kapitän der sowjetischen Fußballnationalmannschaft. 2003 wurde er von der UEFA zum Golden Player (dem besten Fußballer der letzten 50 Jahre) Georgiens erklärt.